# Acanthagrion chacoense
Acanthagrion chacoense – gatunek ważki z rodziny łątkowatych (Coenagrionidae). Występuje  w  Ameryce Południowej.